# گریمولد مهتر
گریمولد (زادهٔ ۶۱۵ - مرگ ۶۵۶ یا ۶۵۷، پاریس) شهردار کاخ اوسترازیا از ۶۴۳ یا ۶۴۴ تا هنگام مرگش بود.

## زندگینامه
گریمولد پسر پپن لاندنی، شهردار کاخ اوسترازیا بود. پس از مرگ پپن در سال ۶۳۹ یا ۶۴۰ جانشینی گریمولد توسط اتو، دیگر شهردار کاخ به چالش کشیده شد. اما اتو در سال ۶۴۴ به قتل رسید و زیگبرت سوم، پادشاه وقت اوسترازیا، گریمولد را شهردار کاخ ساخت.
گریمولد ۱۳ سال در خدمت زیگبرت سوم بود و زیگبرت در زمانی که هنوز خود فرزندی نداشت شیلدبرت، پسر گریمولد را به فرزندخواندگی خود پذیرفت. با وجود این پادشاه در حدود سال ۶۵۰ صاحب فرزند پسری به نام داگوبرت گردید که جانشین قانونی او بود، اما پس از مرگ زیگبرت در سال ۶۵۶، گریمولد که در این زمان از قدرت و ثروت بسیاری برخوردار بود و فرصت را برای تغییر خاندان حاکم مناسب می‌دید، داگوبرت را پس از تراشیدن موهایش به صومعه‌ای در ایرلند فرستاد و پسر خودش شیلدبرت را بر تخت پادشاهی اوسترازیا نشاند.
این موضوع اما با واکنش شدید اشراف اوسترازیایی روبه‌رو شد زیرا آنان پادشاه جدید را دارای خون سلطنتی نمی‌دانستند. این موضوع تا آنجا پیش رفت که سرانجام گریمولد، شیلدبرت و برادر زنش آنسژیزل دستگیر و به کلوویس دوم، پادشاه نوستریا و برادر زیگبرت سوم تحویل داده شدند و او نیز فرمان به مرگ آنان داد.
گریمولد را در سال ۶۵۶ یا ۶۵۷ در پاریس گردن زدند. بدین‌ترتیب خانوادهٔ آنان تا ۱۴ سال از صحنهٔ سیاست محو گردید تا آنکه پپن هرستالی، پسر آنسژیزل بار دیگر در این عرصه وارد شد.

## روایت دیگر
روایتی دیگری نیز وجود دارد که شیلدبرت را پسر واقعی گریمولد نمی‌داند و معتقد است که گریمولد با سو استفاده از ضعف دودمان مروونژی و پس از فرستادن داگوبرت به ایرلند، پسری به نام شیلدبرت را به‌عنوان دست‌نشاندهٔ خود بر تخت پادشاهی اوسترازیا نشاند که سرانجامی نداشت.